# Diócesis de Kole
La diócesis de Kole (en latín: Dioecesis Kolensis y en francés: Diocèse de Kole) es una circunscripción eclesiástica de la Iglesia católica en la República Democrática del Congo. Se trata de una diócesis latina, sufragánea de la arquidiócesis de Kananga. Desde el 6 de mayo de 2015 su obispo es Emery Kibal Mansong'loo, de la Congregación de la Pasión.

## Territorio y organización
La diócesis tiene 66 000 km² y extiende su jurisdicción sobre los fieles católicos de rito latino residentes en los territorios de Kole y Lomela de la provincia de Sankuru y el territorio de Dekese en la provincia de Kasai.
La sede de la diócesis se encuentra en la ciudad de Kole, en donde se halla la Catedral de la Reina de la Paz.
En 2021 en la diócesis existían 14 parroquias agrupadas en 3 decanatos: Kole, Lomela y Dekese.

## Historia
La prefectura apostólica de Kole fue erigida el 14 de junio de 1951 con la bula Ad catholicam fidem del papa Pío XII, obteniendo el territorio del vicariato apostólico de Léopoldville (hoy arquidiócesis de Kinsasa).
El 14 de septiembre de 1967 la prefectura apostólica fue elevada a diócesis con la bula Sacram Evangelii del papa Pablo VI.

## Estadísticas
Según el Anuario Pontificio 2022 la arquidiócesis tenía a fines de 2021 un total de 172 191 fieles bautizados.
| Año                                                                             | Población            | Población | Población      | Sacerdotes | Sacerdotes    | Sacerdotes    | Bautizados por sacerdote | Diáconos permanentes | Religiosos | Religiosos | Parroquias |
| Año                                                                             | Bautizados católicos | Total     | % de católicos | Total      | Clero secular | Clero regular | Bautizados por sacerdote | Diáconos permanentes | Varones    | Mujeres    | Parroquias |
| ------------------------------------------------------------------------------- | -------------------- | --------- | -------------- | ---------- | ------------- | ------------- | ------------------------ | -------------------- | ---------- | ---------- | ---------- |
| 1970                                                                            | 21 242               | 125 000   | 17.0           | 18         |               | 18            | 1180                     |                      | 23         |            |            |
| 1980                                                                            | 40 000               | 140 000   | 28.6           | 9          | 1             | 8             | 4444                     |                      | 10         | 7          | 8          |
| 1990                                                                            | 40 000               | 172 000   | 23.3           | 26         | 14            | 12            | 1538                     |                      | 15         | 55         | 10         |
| 1997                                                                            | 61 000               | 274 121   | 22.3           | 22         | 13            | 9             | 2772                     |                      | 18         | 50         | 10         |
| 2001                                                                            | 60 000               | 270 000   | 22.2           | 35         | 26            | 9             | 1714                     |                      | 15         | 38         | 10         |
| 2002                                                                            | 59 000               | 280 000   | 21.1           | 25         | 24            | 1             | 2360                     |                      | 5          | 42         | 11         |
| 2006                                                                            | 59 000               | 280 000   | 21.1           | 33         | 32            | 1             | 1787                     |                      | 5          | 42         | 11         |
| 2013                                                                            | 150 611              | 477 788   | 31.5           | 34         | 30            | 4             | 4429                     |                      | 9          | 76         | 14         |
| 2016                                                                            | 169 047              | 502 623   | 33.6           | 37         | 35            | 2             | 4568                     |                      | 4          | 88         | 14         |
| 2019                                                                            | 169 779              | 535 800   | 31.7           | 35         | 35            |               | 4850                     |                      | 8          | 113        | 14         |
| 2021                                                                            | 172 191              | 727 330   | 23.7           | 33         | 33            |               | 5217                     |                      | 5          | 224        | 14         |
| Fuente: Catholic-Hierarchy, que a su vez toma los datos del Anuario Pontificio. |                      |           |                |            |               |               |                          |                      |            |            |            |

## Episcopologio
- Victor Van Beurden, SS.CC. † (22 de junio de 1951-28 de enero de 1980 renunció)
- Louis Nkinga Bondala, C.I.C.M. (28 de enero de 1980-13 de marzo de 1996 nombrado obispo coadjutor de Lisala)
- Stanislas Lukumwena Lumbala, O.F.M. (14 de febrero de 1998-30 de octubre de 2008 retirado)
  - Fridolin Ambongo Besungu, O.F.M.Cap. (30 de octubre de 2008-6 de mayo de 2015) (administrador apostólico)
- Emery Kibal Mansong'loo, C.P., desde el 6 de mayo de 2015